# Ferreola diffinis
Ferreola diffinis — род дорожных ос (Pompilidae).

## Распространение
Европа: Австрия, Албания, Греция, Испания, Италия, Финляндия, Франция, Швейцария.

## Описание
Охотятся и откладывают яйца на пауков, которых парализуют с помощью жала. Личинки эктопаразитоиды пауков. Основание усиков расположено ближе к наличнику, чем к глазку. Коготки равномерно изогнутые. Вершина средней и задней голеней помимо шпор несёт шипы разной длины. Верх задних бедер с 1-5 предвершинными короткими прижатыми шипиками.

## Классификация
- Ferreola diffinis (Lepeletier, 1845)